# Paralissotes oconnori
Paralissotes oconnori is een keversoort uit de familie vliegende herten (Lucanidae). De wetenschappelijke naam van de soort is voor het eerst geldig gepubliceerd in 1961 door Holloway.